# 普洱镇
普洱镇，是中华人民共和国云南省昭通市盐津县下辖的一个镇。

## 行政区划
普洱镇下辖以下地区：
小河社区、大河社区、跳桥石社区、椅子村、柏杨村、小洞村、沿江村、桐梓村、冷水村、黄坪村、灯草村、正沟村、串丝村、龙台村和箭坝村。